# Rezolucje Rady Bezpieczeństwa ONZ z roku 1946
Stałe miejsca w Radzie Bezpieczeństwa ONZ posiadają:
- Republika Chińska
- Francja
- ZSRR
- Stany Zjednoczone
- Wielka Brytania

W roku 1946 członkami niestałymi Rady były:
- Brazylia
- Meksyk
- Polska
- Australia
- Egipt
- Holandia

## Rezolucje
Rezolucje Rady Bezpieczeństwa ONZ przyjęte w roku 1946:
- 1 (w sprawie Wojskowego Komitetu Sztabowego)
- 2 (w sprawie Iranu)
- 3 (w sprawie Iranu)
- 4 (w sprawie Hiszpanii)
- 5 (w sprawie Iranu)
- 6 (w sprawie procedur)
- 7 (w sprawie Hiszpanii)
- 8 (w sprawie Afganistanu, Islandii i Szwecji)
- 9 (w sprawie Międzynarodowego Trybunału Sprawiedliwości)
- 10 (w sprawie Hiszpanii)
- 11 (w sprawie Międzynarodowego Trybunału Sprawiedliwości)
- 12 (w sprawie Grecji)
- 13 (w sprawie Tajlandii)
- 14 (w sprawie procedur)
- 15 (w sprawie Grecji)